# HMS Venerable (R63)
«Венеребл» (англ. HMS Venerable (R63)) — британський легкий авіаносець часів Другої світової війни типу «Колоссус». Четвертий корабель з такою назвою у складі ВМС Великої Британії.

## Історія створення
Авіаносець «Венеребл» був закладений 3 грудня 1942 року на верфі Cammell Laird. Спущений на воду 30 грудня 1943 року, вступив у стрій 17 січня 1945 року.

## Історія служби

### У складі ВМС Великої Британії
Після вступу у стрій авіаносець вирушив на Далекий Схід. Після капітуляції Японії брав участь у забезпеченні висадки в Гонконзі (31.08.1945), завдавши ударів по базах японських катерів.
Після завершення війни авіаносець ніс службу на Далекому Сході. 30 березня 1947 року він повернувся у Плімут.

### У складі ВМС Нідерландів
Після ремонту в Англії 1 квітня 1948 року авіаносець був проданий Нідерландам, де отримав назву «HNLMS Karel Doorman».

### У складі ВМС Аргентини
У жовтні 1968 року авіаносець був проданий Аргентині, де отримав назву «Veinticinco de Mayo». Він перебував на службі до 1990 року. У 2000 році корабель був відправлений на злам.